# ADCC Submission Fighting World Championships 2009

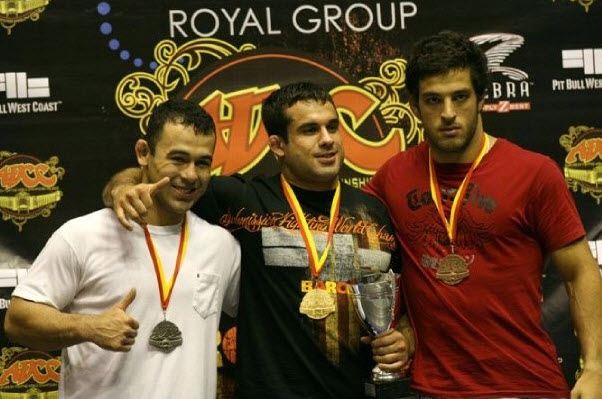
Medaliści w kategorii do 77 kg

VIII Mistrzostwa Świata ADCC – ósma edycja największego turnieju submission fightingu na świecie, która odbyła się w dniach 26-27 września 2009 roku w Barcelonie w hali Pabellón Olímpico de Badalona.

## Wyniki

### Mężczyźni
| Kategoria:  | Złoto:                 | Srebro:                   | Brąz:                         |
| 66 kg       | Rafael Mendes          | Rubens Charles Maciel     | Ryan Hall                     |
| 77 kg       | Pablo Popovitch        | Marcelo Garcia            | Gregor Gracie                 |
| 88 kg       | Braulio Estima         | André Galvão              | David Avellan                 |
| 99 kg       | Alexandre Ribeiro      | Gerardi Rinaldi           | Vinícius de Magalhães         |
| ponad 99 kg | Fabricio Werdum        | Roberto Abreu             | Jeff Monson                   |
| Absolute    | Braulio Estima (88 kg) | Alexandre Ribeiro (99 kg) | Vinícius de Magalhães (99 kg) |

### Kobiety
| Kategoria:  | Złoto:          | Srebro:       | Brąz:            |
| 60 kg       | Luanna Alzuguir | Sayaka Shioda | Hillary Williams |
| ponad 60 kg | Hannette Staack | Penny Thomas  | Cristiane Santos |

### "Super walka"
- Ronaldo "Jacaré" Souza vs  Robert Drysdale – zwycięstwo Souzy na punkty